# Козаче (Запорізький район)
Коза́че — село в Україні, Запорізькому районі Запорізької області. Входить до складу Михайло-Лукашівської сільської громади.
Площа села — 60 га. Кількість дворів — 30, кількість населення на 01.01.2007 р. — 79 чол.

## Географія
Село Козаче знаходиться за 2,5 км від лівого берега річки Солона, на відстані 2 км від сіл Новофедорівка та Максимівка. По селу протікає пересихаючий струмок з загатою.
Село розташоване за 40 км від міста Вільнянськ, за 70 км від обласного центра.
Найближча залізнична станція — Вільнянськ — знаходиться за 40 км від села.

## Історія
Село утворилося як хутір на початку XX ст.
В 1917 році село входить до складу Української Народної Республіки.
Внаслідок поразки Перших визвольних змагань село надовго окуповане більшовицькими загарбниками.
В 1932-1933 селяни пережили сталінський геноцид.
З 24 серпня 1991 року село входить до складу незалежної України.
До 2020 року орган місцевого самоврядування — Максимівська сільська рада.
12 червня 2020 року, відповідно до розпорядження Кабінету Міністрів України № 713-р «Про визначення адміністративних центрів та затвердження територій територіальних громад Запорізької області», село увійшло до складу Михайло-Лукашівської сільської громади.
19 липня 2020 року, в результаті адміністративно-територіальної реформи та ліквідації Вільнянського району, село увійшло до складу новоутвореного Запорізького району.

## Пам'ятки
Неподалік села знаходиться природний заказник «Балка Козача».